# Luka Kerin
Luka Kerin (Brežice, 23 marzo 1999) è un calciatore sloveno, attaccante dell'NŠ Mura.

## Caratteristiche tecniche
È una seconda punta, ben strutturata fisicamente, in grado di agire da esterno offensivo.

## Carriera

### Club
Nel 2015 viene tesserato dall'Inter, che lo aggrega al proprio settore giovanile. Il 29 agosto 2017 passa in prestito con diritto di riscatto al Krško. Nel 2018 si trasferisce al Celje, con cui nel 2020 vince il campionato, il primo nella storia del club. Il 19 agosto 2020 esordisce nelle competizioni europee in Celje-Dundalk (3-0), incontro preliminare valido per l'accesso alla fase a gironi di UEFA Champions League, bagnando l'esordio con una rete. Il 6 febbraio 2022 viene ingaggiato dal Bravo.

### Nazionale
Conta 27 presenze nelle selezioni giovanili slovene.

## Statistiche

### Presenze e reti nei club
Statistiche aggiornate al 14 marzo 2023.
| Stagione        | Squadra         | Campionato      | Campionato | Campionato | Coppe nazionali | Coppe nazionali | Coppe nazionali | Coppe continentali | Coppe continentali | Coppe continentali | Altre coppe | Altre coppe | Altre coppe | Totale | Totale |
| Stagione        | Squadra         | Comp            | Pres       | Reti       | Comp            | Pres            | Reti            | Comp               | Pres               | Reti               | Comp        | Pres        | Reti        | Pres   | Reti   |
| --------------- | --------------- | --------------- | ---------- | ---------- | --------------- | --------------- | --------------- | ------------------ | ------------------ | ------------------ | ----------- | ----------- | ----------- | ------ | ------ |
| 2017-gen. 2018  | Krško           | 1.SNL           | 2          | 0          | CS              | 0               | 0               | -                  | -                  | -                  | -           | -           | -           | 2      | 0      |
| gen.-giu. 2018  | Celje           | 1.SNL           | 8          | 1          | CS              | 0               | 0               | -                  | -                  | -                  | -           | -           | -           | 8      | 1      |
| 2018-2019       | Celje           | 1.SNL           | 12         | 1          | CS              | 2               | 0               | -                  | -                  | -                  | -           | -           | -           | 14     | 1      |
| 2019-2020       | Celje           | 1.SNL           | 30         | 9          | CS              | 4               | 3               | -                  | -                  | -                  | -           | -           | -           | 34     | 12     |
| 2020-2021       | Celje           | 1.SNL           | 29         | 0          | CS              | 4               | 1               | UCL+UEL            | 2+1                | 1+0                | -           | -           | -           | 36     | 2      |
| 2021-feb. 2022  | Celje           | 1.SNL           | 10         | 0          | CS              | 0               | 0               | -                  | -                  | -                  | -           | -           | -           | 10     | 0      |
| Totale Celje    | Totale Celje    | Totale Celje    | 89         | 11         |                 | 10              | 4               |                    | 3                  | 1                  |             | -           | -           | 102    | 16     |
| feb.-giu. 2022  | Bravo           | 1.SNL           | 13         | 1          | CS              | 1               | 0               | -                  | -                  | -                  | -           | -           | -           | 14     | 1      |
| 2022-2023       | Bravo           | 1.SNL           | 0          | 0          | CS              | 0               | 0               | -                  | -                  | -                  | -           | -           | -           | 0      | 0      |
| Totale Bravo    | Totale Bravo    | Totale Bravo    | 13         | 1          |                 | 1               | 0               |                    | -                  | -                  |             | -           | -           | 14     | 1      |
| Totale carriera | Totale carriera | Totale carriera | 104        | 12         |                 | 11              | 4               |                    | 3                  | 1                  |             | -           | -           | 118    | 17     |

## Palmarès

### Club

#### Competizioni nazionali
- Campionato sloveno: 1

Celje: 2019-2020